# Piel artificial
La piel artificial es piel crecida dentro de un laboratorio. Puede ser utilizada como piel nueva para las personas que han sufrido una herida de trauma en la piel, como quemaduras severas, enfermedades dermatológicas, entre otros.

## Antecedentes
La piel es el órgano más grande del cuerpo humano. Está compuesta por 3 capas: la epidermis, la dermis, y una capa de grasa llamada hipodermis. La epidermis es la capa externa de la piel que, además de contener los fluidos vitales en el cuerpo, mantiene a las bacterias dañinas fuera del organismo. La dermis es la capa interna después de la epidermis, en ésta se encuentran los vasos sanguíneos, nervios, vellos, aceite y glándulas sudoríparas. El daño severo en un área grande de piel expone a los órganos a la deshidratación y a las infecciones, que pueden resultar fatales.
Los métodos tradicionales para tratar con pérdidas grandes de piel han sido utilizar injertos de piel de la misma persona, o de un donante. La desventaja de estos métodos es que existe la posibilidad de no contar con piel suficiente, además de que el paciente está expuesto a rechazarla o contraer una infección. 
Hasta mediados del siglo XX, los injertos de piel eran construidos a partir de la propia piel del paciente. Esto se convirtió en un problema cuando el tejido se encontraba con daños extremos o en su mayoría se encontraba inservible.
La piel sintética fue inventada por John F. Burke, jefe de traumatología en el Hospital General de Massachusetts. También contribuyó Ioannis V. Yannas, profesor de química del Massachusetts Institute of Technology en Cambridge, Massachusetts. En los años setenta diseñaron un polímero con fibras de colágeno y moléculas de azúcar, el cual generó un pequeño poro. Al implementar este poro sobre la herida, las células de la piel a su alrededor aceleraron su proceso de curación. También crearon una piel hecha de cartílago y cuero de tiburón. Al momento que la piel se seca y se esteriliza, ésta puede transformarse en una membrana muy delgada en la cual las sustancias pueden pasar como si fuera la dermis original. Para ese entonces el silicón era usado como una capa externa protectora que representaba a la epidermis, protegiendo a la nueva dermis y a los fluidos internos del cuerpo. Sin embargo, esta epidermis aunque permitía el crecimiento de los vasos sanguíneos, no permitía el crecimiento de vello o la producción de sudor.
A finales de los setenta investigadores médicos comenzaron a experimentar con injertos de piel artificial que podrían implementarse de manera permanente a pacientes que no tuvieran otra opción. Dos cirujanos de Boston, en 1981 descubrieron una nueva piel artificial conocida como "Integra". En lugar de que funcione como piel sana, Integra "engaña" a las verdaderas células de piel para que crezcan una nueva dermis que pueda reemplazar la dañada.

## Progresos
La investigación sobre pieles artificiales sigue en pie. Normalmente se utiliza una estructura de colágeno (la proteína debajo de la piel), a la que se le puede agregar células propias del paciente, o prepucio de recién nacido que se le removió en la circuncisión. Las orillas de esta estructura están en contacto con la piel sana, lo que permite que la nueva piel sane rápidamente. La piel artificial puede utilizarse para salvar pacientes que han perdido más del 50 % de su piel, ya sea por quemaduras, enfermedades o ciertas formas de cáncer. Otras tecnologías, así como el autoinjerto spray-on skin creado por Avita Medical, están siendo probados con el fin de acelerar la curación y minimizar la cicatrización.
La Fraunhofer-Gesellschaft para la Biotecnología e Ingeniería Interfacial está trabajando para formar un proceso totalmente automatizado en producción de piel artificial. Su objetivo es observar y estudiar en una piel de dos capas (sin vasos sanguíneos) como es que ésta interactúa con productos que se consumen normalmente como cremas y medicinas. Lo que pretenden es eventualmente llegar a producir una piel más compleja que logre ser útil para usarse en trasplantes.
Hanna Wendt, junto con su equipo de trabajo en el Departamento de Plásticos y Cirugía Reconstructiva en la "Medical School Hannover", Alemania, han encontrado un método que permite la creación de piel artificial utilizando seda de araña. Esto debido a que anteriormente el colágeno era utilizado pero no era lo suficientemente fuerte, en cambio la seda de araña es conocida por ser 5 veces más fuerte que el Kevlar. La seda es conseguida "ordeñando" las glándulas de seda de la araña tejedora seda dorada. La seda es estirada y una vez cosechada se teje en un marco de acero rectangular de 7 mm, para que la seda sea fácil de manipular y esterilizar. Posteriormente, células humanas se añaden a la red de seda lo que hace que florezcan en un ambiente que les proporcione nutrientes, calor y aire. Sin embargo, este proceso de utilizar seda de araña para los injertos no es práctico en producción en masa debido al tedioso trabajo de recolectar la seda.
Investigadores de Australia actualmente se encuentran buscando un nuevo e innovador proceso para producir piel artificial. El método hará posible la producción de la piel de manera mucho más rápida y efectiva. La piel que se producirá solo contará con 1 mm de espesor y se usará para la reconstrucción de la epidermis, aunque también podrán crear una piel con espesor de 1.5 mm que podrá permitir que la epidermis se repare sola de ser necesario. El proceso requeriría de médula ósea obtenida por donación o del mismo paciente. La médula sería utilizada como "semilla" y se pondría en los injertos para imitar la dermis. Este proceso ya ha sido probado en animales y se ha demostrado su funcionamiento en cuanto a la piel de animales.
El profesor Maitz mencionó: “En Australia alguien que haya sufrido quemaduras letales en más del 80 % de su cuerpo tiene la posibilidad de sobrevivir a estas heridas... Sin embargo, es cuestionable el aspecto de calidad de vida ya que aún, hoy en día, no nos ha sido posible reemplazar la piel quemada con piel normal...Estamos comprometidos a asegurar que el dolor de supervivencia valdrá la pena al desarrollar una piel que sea equivalente a la piel viva".

## Piel sintética
Otra forma de "piel artificial" ha sido creada a partir de materiales flexibles de semiconductores sensibles al contacto, y está siendo utilizado en personas que cuentan con alguna extremidad prostética. Se espera que esta piel mejore la robótica de tal manera que se puedan llevar trabajos rudimentarios que se consideran delicados y requieran un "manejo" cuidadoso. Los científicos han encontrado que al aplicar una capa de caucho con dos electrodos paralelos que almacenan cargas eléctricas, pequeñas cantidades de presión pueden detectarse. Esto ya que cuando se lleva a cabo la presión, la carga eléctrica en el caucho cambia y este cambio es detectado por electrodos. 
Lamentablemente, la capa es tan pequeña que cuando la presión es aplicada a la piel las moléculas no tienen espacio a donde moverse y por lo tanto se enredan y al momento de quitar la presión fallan en la tarea de regresar a su figura original.

### Piel eléctrica
Por una parte, poder controlarlos a voluntad y que el cerebro dé órdenes precisas a un brazo o pierna robótico y, por otra parte, que ese frío miembro de repuesto sea capaz de sentir y utilizar el sentido del tacto como lo haría el original.
La primera capa intenta imitar la forma en la que la piel humana percibe la presión, es decir, si es un leve roce a modo de caricia o estamos apretando con fuerza cuando nos saludamos, por ejemplo. Después la otra capa de material transmite esa información en una señal eléctrica similar al código Morse. Entre ambas capas existen miles de millones de nanotubos, con la fuerza con la que se aprieta, estos nanotubos se comprimen y fluye más electricidad conforme más fuerza se ejerce sobre la superficie.
Otro punto importante en la investigación es que el circuito y el sensor están impresos en el plástico, lo que permite generar grandes superficies de piel para cubrir todo el brazo o la pierna de forma relativamente sencilla.
se puede decir que es breve conectaremos el dispositivo directamente a los nervios de la pierna o el brazo mediante cables. Puesto que no lo hemos probado aún directamente en mamíferos, no sabemos si la sensación será exactamente la misma que experimenta cualquier persona a través de su piel, pero hemos reproducido la misma forma en que se transmite las señales eléctricas de manera natural, así que esperamos una sensación muy real